# Трино
Трѝно (на италиански: Trino; на пиемонтски: Trin, Трин) е градче и община в Северна Италия, провинция Верчели, регион Пиемонт. Разположено е на 130 m надморска височина. Населението на общината е 7345 души (към 2010 г.).